# MAN Lion’s Coach
MAN Lion’s Coach — разнообразие туристических автобусов, выпускаемых компанией MAN с 1996 года. Изначально Lion’s Coach задумывался как недорогая альтернатива Lion’s Star. В июле 2020 года автобусы были награждены премией EMT Awards в номинации «Автобус 2020 года».

## Дебют
В 1992 году MAN представил автобус MAN Lion’s Star. Он повлиял на систему именования последующих туристических автобусов. В 1994 году MAN Lion’s Star RH 403 был признан автобусом года.

## Первое поколение (1996—2002)
В 1996 году, помимо знаменитой серии «Lion’s Star», был представлен более дешёвый автобус модели «Lion’s Coach», произведённый в Турции. Он также включает в себя трёхосную версию под названием MAN Lion’s Top Coach. Оптическим отличием от Lion’s Star является переработанная передняя часть, особенно канавки в форме треугольника под стеклоочистителями.
12-метровая версия FRH рассчитана на 49 пассажиров, 1 туристического гида и 1 водителя. Были доступны 6-цилиндровый дизельный двигатель MAN D2866LOH23 мощностью 294 кВт (400 л. с.) и 6-цилиндровый дизельный двигатель MAN D2866LOH20 мощностью 309 кВт (420 л. с.). Механическая коробка передач с 8 передними и 1 задней передачами была стандартной.

## Второе поколение (2002—2017)
Второе поколение было представлено в 2002 году и выпускалось до 2017 года, которое было известно как R07, R09 — RHC 414, 464, 444. Эта модель также шла рядом с новым поколением более роскошной топ-модели MAN Lion’s Star. В 2003 году MAN Lion’s Coach был удостоен премии Red Dot Award, а год спустя-премии iF Product Design Award, которая ежегодно присуждается промышленным форумом Design Hanover в 2004 году.
MAN Lion’s Coach представлен с тремя длинами (12.000 мм с 2 осями, 13.260 мм и 13.800 мм с 3 осями) и двумя двигателями MAN из серии D20. 10,5 — литровый рядный 6-цилиндровый MAN D2066LOH и 12,4-литровый рядный 6-цилиндровый MAN D2676LOH были рассчитаны от 309 кВт (420 л. с.) до 368 кВт (500 л. с.). Второе поколение MAN Lion’s Coach имеет ту же ДНК, что и Neoplan Tourliner, единственное отличие — это основной корпус и дизайн.
MAN развивал второе поколение Lion’s Coach на протяжении всех 15 лет производства. Модель второго поколения прошла модернизацию и различные рестайлинги в течение своего срока службы, а её двигатели продолжали быть чище, прогрессируя от класса Евро-3 до Евро-6. Оригинальная модель 2003—2008 годов отличалась простой носовой частью с логотипом MAN и небольшой решёткой радиатора в центре, а класс выбросов продвинулся от Евро-3 до Евро-4. Первая модель рестайлинга (2008—2015) отличалась новым носовым дизайном, а также тонкой и традиционной ребристой решёткой радиатора, в зависимости от возможностей заказчика. Это также можно было увидеть с краевой отделкой под ветровым стеклом с логотипом MAN в центре. Класс выбросов повышен с Евро-4 до Евро-6. Последняя модель второго поколения (2015—2017) отличалась новой носовой частью с чёрной панелью с логотипом MAN в центре, а экологический класс остался на уровне Евро-6.

## Третье поколение (2017 — настоящее время)
MAN Lion’s Coach третьего поколения был представлен публике на выставке Busworld 2017 в Кортрейке 24 октября 2017 года. Он имеет совершенно новый дизайн, по сравнению со своим предшественником, отличающийся отличительным дизайном, придающим ему современный, но вневременной внешний вид. MAN Lion’s Coach теперь доступен в четырёх вариантах длины: от 12101 мм до 13091 мм в качестве двухосного транспортного средства и от 13361 мм до 13901 мм в качестве трёхосного транспортного средства. 13-метровая версия включает в себя шесть дополнительных сидений. Клиент может выбрать дополнительный подъёмник для инвалидных колясок для обслуживания пассажиров с ограниченными возможностями. Все четыре варианта новых моделей MAN Lion’s Coach рассчитаны максимум на 53, 57, 59 или 63 пассажира. Багажные отделения имеют объём от 11,7 до 14,3 кубических метров в зависимости от модели.
Двигатель D26 и трансмиссия были улучшены в этой модели, включая увеличенное передаточное отношение оси i=2,73 и увеличенную выходную мощность (увеличение на 30 л. с. и 300 Н*м, по сравнению с предшественником). Все компоненты подобраны специально, что делает автобус особенно эффективным. TÜV Bavaria недавно сертифицировала, что MAN Lion’s Coach способен проехать 100 км, используя всего 19,4 литра топлива, что действительно впечатляет.
Lion’s Coach также выделяется инновационными решениями в области безопасности, которые он предоставляет водителям, пассажирам и другим участникам дорожного движения, включая OptiView, первую систему замены зеркал, которая установлена в автобусе. С обеих сторон автобуса установлены камеры, которые обеспечивают изображение в реальном времени на двух дисплеях, которые легко видны водителю, устраняя тем самым слепое пятно. В 2020 году MAN представил новую систему помощи приводу и повороту, которая обеспечивает ещё большую степень безопасности. Система помощи при повороте с активными предупреждающими сигналами и системой распознавания пешеходов, индикация ограничения скорости и автоматическая система распознавания дорожных знаков устанавливают новые стандарты безопасности. Новая технология амортизаторов PCV (Premium Comfort Valve) и оптимизированная конфигурация автобуса обеспечивают повышенный комфорт вождения, улучшенную управляемость и более высокие резервы безопасности.
Все эти индивидуальные меры делают экипаж MAN Lion’s Coach чрезвычайно привлекательным, эффективным и надёжным транспортным средством. Он может похвастаться инновационными функциями безопасности, подключён к цифровой сети и может использоваться в различных приложениях, упрощая бизнес автобусных операторов.
MAN Lion’s Coach третьего поколения с момента своего появления завоевал несколько призов, в том числе «Grand Coach Award» на Busworld 2017, «Busplaner Innovation Prize 2018» в категории «Транспортные средства и флот», «iF Design Award 2018» и «Coach of the Year 2020» на выставке Busworld 2019 в Брюсселе.

## Особенности
Стандартное оснащение MAN Lion’s Coach включает в себя несколько удобств: кондиционер, ЖК-монитор, DVD-плеер, туалет, холодильник, горячие напитки, GPS-навигатор, микрофон, откидывающиеся сиденья, ремни безопасности, ABS, ESP, EBS, систему контроля и двигатель уровня Евро-6.